# Hydrodendron mirabile
Hydrodendron mirabile is een hydroïdpoliep uit de familie Haleciidae. De poliep komt uit het geslacht Hydrodendron. Hydrodendron mirabile werd in 1866 voor het eerst wetenschappelijk beschreven door Hincks. 